# Botia kubotai
Botia kubotai es una especie de pez del género Botia, familia Botiidae. Fue descrita científicamente por Kottelat en 2004.
Se distribuye por Asia: Birmania. Especie bentopelágica que habita en aguas dulces. Está clasificada como una especie marina inofensiva para el ser humano.